# تشيلي ريينو
تشيلي رِيِّينو هو طبق من المطبخ المكسيكي يتكون من فلفل حار مشوي ومحشي.

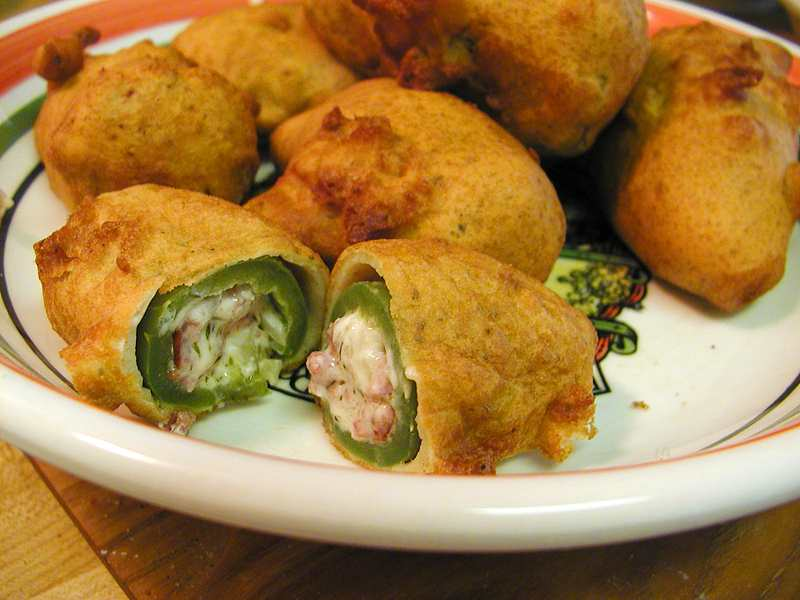
تشيلي رييّنو

في السابق كان يحشى باللحم المفروم ويغطى بالبيض، ولكن في الوقت الحاضر عادة ما يحشى الريينو بالجبن الذائب أو لحم الخنزير المفروم مع الزبيب والمكسرات، ثم يغطى بمخيض البيض والحليب أو بدقيق الذرة ثم يقلى. غالبا ما تقدم الريّينو فوق صلصة الطماطم.